# Kirdi
Als Kirdi wird eine Reihe von kleinen tschadischsprachigen Ethnien im Norden Kameruns bezeichnet. Dazu gehören Kapsiki, Tupuri, Fali, Daba, Mofu, Mafa, Mandara, Guiziga, Musgum, Mundang und Massa.
Im Gegensatz zu den benachbarten islamischen Gesellschaften sind sie von traditionellen afrikanischen Religionen geprägt. Kirdi ist eine ursprünglich wohl aus dem Fulfulde stammende Bezeichnung für Ungläubige (Kāfir).
Mit mehr als 1,9 Millionen Menschen machen sie etwa elf Prozent der kamerunischen Bevölkerung aus. Die meisten sind Viehzüchter oder Ackerbauern. In vorkolonialer Zeit wurden sie von den expandierenden Fulbe-Gesellschaften assimiliert oder in die Schutzlagen der Berge und in die Toupouri-Sümpfe abgedrängt.